# Amatitlán
Amatitlán è un comune del Guatemala facente parte del dipartimento di Guatemala.
La città si trova sulle sponde del lago omonimo, meta turistica utilizzata soprattutto dagli abitanti della vicina Città del Guatemala.